# Valeriya Volik
Valeriya Volik (née le 11 mai 1989 à Krasnodar) est une athlète russe, spécialiste du saut à la perche. 

## Biographie
En 2008, Valeriya Volik devient championne du monde juniors du saut à la perche, en franchissant 4,40 m. Elle devance sa compatriote Ekaterina Kolesova et la Grecque Ekateríni Stefanídi.

### Palmarès
| Date | Compétition                   | Lieu      | Résultat | Performance |
| ---- | ----------------------------- | --------- | -------- | ----------- |
| 2008 | Championnats du monde juniors | Bydgoszcz | 1re      | 4,40 m      |

### Records
| Épreuve                     | Performance | Lieu      | Date            |
| --------------------------- | ----------- | --------- | --------------- |
| Saut à la perche            | 4,50 m      | Krasnodar | 4 juin 2008     |
| Saut à la perche (en salle) | 4,50 m      | Moscou    | 23 janvier 2010 |